# To fili tis zois
To Fili Tis Zois (letteralmente il bacio vitale) è il singolo di lancio della colonna sonora del film greco omonimo. Ha raggiunto la prima posizione nella classifica dei singoli in Grecia e ha venduto più di 30 000 copie.

## Classifiche
| Classifica (2007) | Posizione massima |
| ----------------- | ----------------- |
| Grecia            | 1                 |